# Bisbat de Tehuacán
El bisbat de Tehuacán (castellà:  Diócesis de Tehuacán; llatí: Dioecesis Tehuacaniensis) és una seu de l'Església catòlica a Mèxic, sufragània de l'arquebisbat de Puebla de los Ángeles, que pertany a la regió eclesiàstica Oriente. L'any 2014 tenia 1.005.510 batejats d'un total d'1.079.019 habitants. Actualment està regida pel bisbe Rodrigo Aguilar Martínez.

## Territori
La diòcesi comprèn la part sud-oriental de l'estat mexicà de Puebla.
La seu episcopal és la ciutat de Tehuacán, on es troba la catedral de la Immaculada Concepció.
El territori s'estén sobre 6.294  km² i està dividit en 57 parròquies.

## Història
La diòcesi va ser erigida el mitjançant la butlla del Papa Joan XXIII, prenent el territori dels arquebisbats d'Antequera i de Puebla de los Ángeles.

## Cronologia episcopal
- Rafael Ayala y Ayala † (18 de juny de 1962 - 5 de juliol de 1985 mort)
- Norberto Rivera Carrera (5 de novembre de 1985 - 13 de juny de 1995 nomenat arquebisbe de Ciutat de Mèxic)
- Mario Espinosa Contreras (2 d'abril de 1996 - 3 de març de 2005 nomenat bisbe de Mazatlán)
- Rodrigo Aguilar Martínez, des del 28 de gener de 2006

## Estadístiques
A finals del 2014, la diòcesi tenia 1.005.510 batejats sobre una població d'1.079.019 persones, equivalent al 93,2% del total.
| any  | població  | població  | població | sacerdots | sacerdots       | sacerdots       | sacerdots             | diàques | religiosos | religiosos | parroquies |
| ---- | --------- | --------- | -------- | --------- | --------------- | --------------- | --------------------- | ------- | ---------- | ---------- | ---------- |
| any  | batejats  | total     | %        | total     | clergat secular | clergat regular | batejats por sacerdot | diàques | homes      | dones      |            |
| 1966 | 224.000   | 229.000   | 97,8     | 36        | 36              |                 | 6.222                 |         |            |            | 26         |
| 1970 | 233.000   | 243.000   | 95,9     | 51        | 51              |                 | 4.568                 |         | 5          | 67         | 27         |
| 1976 | 280.000   | 300.000   | 93,3     | 63        | 60              | 3               | 4.444                 |         | 8          | 96         | 35         |
| 1980 | 336.000   | 345.000   | 97,4     | 64        | 59              | 5               | 5.250                 |         | 9          | 110        | 39         |
| 1990 | 432.000   | 436.000   | 99,1     | 72        | 67              | 5               | 6.000                 |         | 5          | 163        | 49         |
| 1999 | 902.591   | 925.673   | 97,5     | 86        | 77              | 9               | 10.495                |         | 11         | 163        | 53         |
| 2000 | 925.155   | 948.815   | 97,5     | 88        | 80              | 8               | 10.513                |         | 9          | 156        | 54         |
| 2001 | 904.885   | 967.791   | 93,5     | 96        | 84              | 12              | 9.425                 |         | 13         | 159        | 55         |
| 2002 | 919.830   | 977.470   | 94,1     | 97        | 85              | 12              | 9.482                 |         | 13         | 144        | 57         |
| 2003 | 937.883   | 987.245   | 95,0     | 99        | 88              | 11              | 9.473                 |         | 13         | 140        | 57         |
| 2004 | 919.126   | 967.471   | 95,0     | 96        | 85              | 11              | 9.574                 |         | 13         | 140        | 57         |
| 2010 | 962.000   | 1.017.000 | 94,6     | 99        | 90              | 9               | 9.717                 |         | 9          | 136        | 57         |
| 2014 | 1.005.510 | 1.079.019 | 93,2     | 102       | 93              | 9               | 9.857                 |         | 9          | 130        | 57         |